# Hornbæk (stacja kolejowa)
Hornbæk (duński: Hornbæk Station) – stacja kolejowa w miejscowości Hornbæk, w Regionie Stołecznym, w Danii. 
Usługi związane z transportem kolejowym prowadzone są przez Lokalbanen.
Stacja znajduje się na Hornbækbanen prowadzącej z Helsingør do Gilleleje.

## Historia
Została otwarta 22 maja 1906 jako stacja końcowa Helsingør-Hornbæk Jernbane (HHB). W 1916 roku linię rozbudowano do Gilleleje i stacja stała się częścią Helsingør-Hornbæk-Gilleleje Banen (HHGB).

## Linie kolejowe
- Hornbækbanen